# Festival Eurovisão da Canção 1963
O Festival Eurovisão da Canção 1963 (em inglês: Eurovision Song Contest 1963 e em francês: Concours Eurovision de la chanson 1963) foi o 8º Festival Eurovisão da Canção, que teve lugar no Reino Unido. A Dinamarca venceu pela primeira vez com a canção "Dansevise" interpretado pelo duo Grethe & Jørgen Ingmann. Por seu turno, a Finlândia, a Noruega a Suécia e os Países Baixos não obtiveram qualquer ponto, com este último a tornar-se o primeiro país a não obter qualquer pontuação dois anos consecutivos.
Depois da França (vencedora do ano anterior), ter recusado organizar pela terceira vez o certame, passou-se a vez ao segundo classificado, o Mónaco que também recusou, assim como o Luxemburgo (terceiro classificado). Em outubro de 1962, foi finalmente anunciado que seria o Reino Unido a organizar a edição de 1963.
Esta edição apresenta uma alteração na regra de solistas e duetos. Estão autorizados a ser acompanhado por artistas principais e em segundo plano um coro de até três pessoas.
Esta edição ficou ainda marcada pela controversa votação da Noruega (que votou primeiro de uma maneira, e, quando foi novamente chamada a votar, modificou os seus resultados) e, pela primeira vez, uma mulher, Yvonne Littlewood, responsável pela produção do espetáculo.
Esta foi a primeira edição do Festival Eurovisão da Canção que foi transmitida em direto para Portugal, através da RTP. Em edição foi vista por 50 milhões de pessoas em todo o mundo.
Nana Mouskouri, Françoise Hardy, Esther Ofarim e Alain Barrière foram alguns dos artistas famosos que participaram nesta edição, com o último a ter o seu tema ("Elle était si jolie") a transformar-se num êxito internacional.

## Local

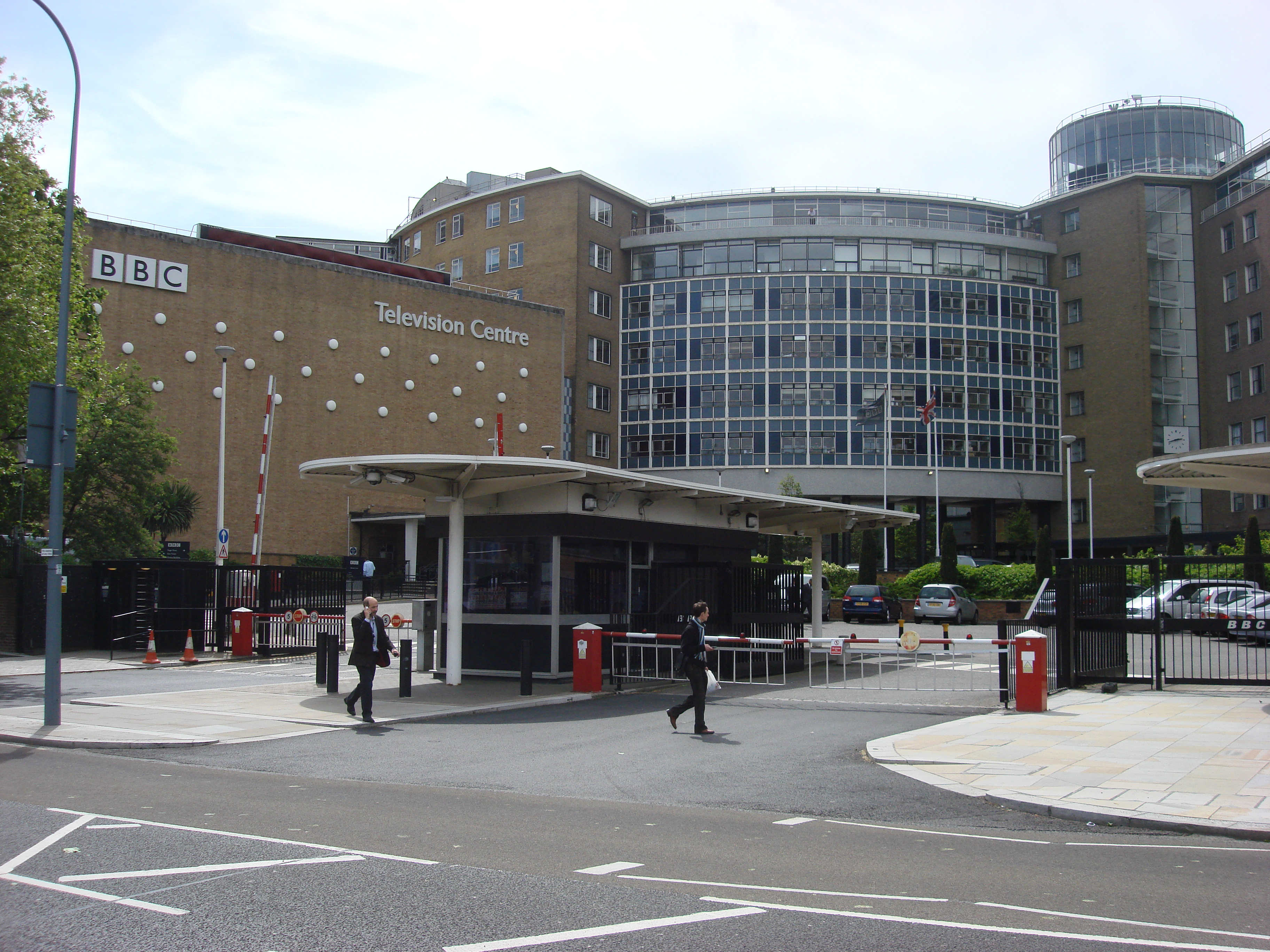
A BBC Television Centre, em Londres, no Reino Unido.

O Festival Eurovisão da Canção 1963 ocorreu em Londres, no Reino Unido. Londres é uma das maiores cidades da Europa e já liderou a lista das maiores cidades do mundo. De uma cidade romana chamada Londínio, a capital da região administrativa romana Britannia, a cidade acabou por se tornar o centro do império britânico, contribuindo hoje com 17% do PNB de um país que é a quarta maior economia do mundo. Londres tem sido um dos mais importantes centros da política e do comércio mundiais por quase dois milénios (apesar de a capital de Inglaterra ter sido Winchester durante grande parte da Idade Média).
O festival em si realizou-se na BBC Television Centre. Inaugurado em 1960, a BBC Television Centre é uma das instalações mais facilmente reconhecíveis de seu tipo, tendo surgido como pano de fundo para muitos programas da BBC. Permaneceu como uma das maiores instalações do mundo até o fechamento em março de 2013.

## Visual
Como o estúdio TC1, à época o maior estúdio da Europa, não estaria pronto até abril de 1964, foram usados os estúdios TC3 e TC4. Um terceiro estúdio, o TC5, foi usado pelo júri britânico. Dois estúdios (TC3 e TC4) foram usados: um para a plateia, para o quadro de votações e para a apresentadora, Katie Boyle; e outro, com melhor acústica, para a orquestra e para os artistas. A decoração do primeiro estúdio consistia numa escadaria ladeada por pilastras douradas e grandes espelhos. O quadro de votação foi colocado à direita do palco. A decoração do segunda estúdio consistia num piso feito de vários pódios hexagonais de diferentes tamanhos. Para isso, foram adicionadas uma escada, um pórtico e outros acessórios, conforme as atuações dos vários artistas.
A principal novidade técnica da edição de 1963 (para além do uso de duas salas separadas) foi o uso de microfones suspensos. Estes, invisíveis na tela, permitiram maior liberdade de movimento aos artistas e uma encenação mais elaborada. Cada artista tinha, portanto, o direito a uma apresentação personalizada. Esta técnica deu origem a persistentes, mas imprecisos rumores de que os artistas não interpretaram as músicas ao vivo. Pela primeira vez, efeitos visuais foram usados para as atuações: close-ups, imagens de rastreamento, imagens sobrepostas e filtros animados. Além disso, pela primeira vez, uma máquina de vento foi usada. O objetivo desta edição foi inovar para criar um novo visual.
O sorteio da ordem de atuação foi feita a 26 de novembro de 1962, muito mais cedo do que em edições anteriores, de modo a que os artistas posteriormente na ordem de atuação não precisassem de estar presentes durante os três dias de ensaios.
Os ensaios começaram a 21 de março, com os primeiros 8 países a terem um ensaio de 55 minutos com a orquestra, composta por 45 elementos.

## Formato
O vídeo introdutório começou com a apresentação dos nomes dos países participantes no logótipo da Eurovisão, nas suas línguas oficiais. Depois, começou com uma vista aérea da BBC Television Center e depois dos dois estúdios. Após as saudações habituais, Katie Boyle chamou os artistas de cada vez, que se apresentaram ao público
Cada música foi introduzida por uma visão em um mapa da Europa. Uma lâmpada luminosa, colocada no local da capital, indicava o país participante. O nome deste, da música e dos artistas apareceu então sobreposto no mapa.
Inicialmente, planeava-se inserir entre cada música trinta segundos de sketches com os bonecos Pinky & Perky. Essas sequências foram, portanto, roteirizadas e gravadas nnm estúdio em Manchester, e até pré-publicitados, mas a produção mudou no último momento, não sendo transmitidas.
Para o intervalo, os equilibristas Ola & Barbro interpretaram uma atuação de circo. Barbro fez algumas figuras de equilíbrio, no guidão de uma bicicleta dirigida por Ola. Esta última então realizou outras acrobacias, sozinha, na mesma bicicleta. Ambos concluíram com números de dueto.

## Votação
Um novo sistema de votação foi utilizado. Assim, a votação baseou-se em 20 júris por país que atribuíram 5, 4, 3, 2 e 1 ponto às suas cinco canções favoritas, por ordem de preferência; somaram os totais de cada país e deram à canção mais votada 5 pontos, à segunda 4 pontos, à terceira 3 pontos, à quarta 2 pontos e à quinta 1 ponto. Uma outra novidade foi o facto da apresentadora também estar em ligação telefónica com um escrutinador da EBU, um árbitro cuja decisão caberia em caso de dificuldades.
Aconteceu algo de controverso durante a votação. Durante a votação norueguesa, o porta-voz do júri enganou-se ao revelar as votações esquecendo-se de ordená-las (pois a votação era dada pela ordem de actuação e não de forma decrescente). Katie Boyle, a pedido do porta-voz, adiou a divulgação dos resultados noruegueses para o final da votação dos outros júris nacionais. Quando voltou para dar os votos, o júri norueguês alterou-os e deu 5 pontos ao Reino Unido; 4 pontos à Dinamarca (anteriormente dados à Itália), 3 pontos à Itália (anteriormente dados à Suíça), 2 pontos à Alemanha (anteriormente dados à Dinamarca) e 1 ponto à Suíça (anteriormente dado à Alemanha), roubando o primeiro lugar da Suíça para a "vizinha" Dinamarca. Ainda hoje não se sabe, ao certo, se foi uma confusão ou se a alteração foi intencional para beneficiar outro país escandinavo. No entanto, sabe-se que os resultados do júri norueguês não estavam prontos quando foi chamado pela primeira vez por Katie Boyle. O seu presidente ainda estava ocupado a somar os votos dos jurados. Surpreendido, Roald Øyen teria lido os resultados provisórios.
Após a segunda votação da Noruega, o Mónaco também foi chamado a divulgar os seus votos pela segunda vez, pois tinha atribuído duas vezes um ponto (para o Reino Unido e para o Luxemburgo). Após a releitura dos votos, foi retirado um ponto a o Luxemburgo, que não alterou em nada a classificação dos países
Também se especulou se os júris estavam de facto no outro lado da linha ou no próprio estúdio, dada a clareza com que suas vozes podiam ser ouvidas, em vez de soar como se estivessem sendo redirecionadas por uma linha telefónica.
Esta foi também uma das votações mais renhidas da História, visto que ora liderava a Dinamarca, ora liderava a Suíça, com a primeira acabando por vencer por apenas 2 pontos.

## Participantes

Países participantes

De entre os participantes encontravam-se vários nomes de renome internacional, como Nana Mouskouri (representando o Luxemburgo), Françoise Hardy (representando o Mónaco), Esther Ofarim (representando a Suíça) e Alain Barrière (representando a França).
| País            | Título original da Canção         | Artista                  | Processo                                        | Data da Selecção        |
| País            | Tradução em Português             | Idiomas de Interpretação | Processo                                        | Data da Selecção        |
| --------------- | --------------------------------- | ------------------------ | ----------------------------------------------- | ----------------------- |
| Áustria         | "Vielleicht geschieht ein Wunder" | Carmela Corren           | Selecção Interna de 1963                        | -                       |
| Áustria         | Talvez um milagre vá acontecer    | Alemão e Inglês          | Selecção Interna de 1963                        | -                       |
| Alemanha        | "Marcel"                          | Heidi Brühl              | Heidi Brühl Singt 1963                          | 28 de fevereiro de 1963 |
| Alemanha        | Marcel                            | Alemão                   | Heidi Brühl Singt 1963                          | 28 de fevereiro de 1963 |
| Bélgica         | "Waarom?"                         | Jacques Raymond          | Canzonissima-finale 1963                        | 16 de fevereiro de 1963 |
| Bélgica         | Porquê?                           | Holandês                 | Canzonissima-finale 1963                        | 16 de fevereiro de 1963 |
| Dinamarca       | "Dansevise"                       | Grethe & Jørgen Ingmann  | Dansk Melodi Grand Prix 1963                    | 24 de fevereiro de 1963 |
| Dinamarca       | Balada de dança                   | Dinamarquês              | Dansk Melodi Grand Prix 1963                    | 24 de fevereiro de 1963 |
| Estado espanhol | "Algo prodigioso"                 | José Guardiola           | Seleção interna                                 | -                       |
| Estado espanhol | Algo maravilhoso                  | Castelhano               | Seleção interna                                 | -                       |
| Finlândia       | "Muistojeni laulu"                | Laila Halme              | Euroviisut 1963                                 | 14 de fevereiro de 1963 |
| Finlândia       | A canção das minhas memórias      | Finlandês                | Euroviisut 1963                                 | 14 de fevereiro de 1963 |
| França          | "Elle était si jolie"             | Alain Barrière           | Sélection française 1963                        | -                       |
| França          | Ela era tão bonita                | Francês                  | Sélection française 1963                        | -                       |
| Itália          | "Uno per tutte"                   | Emilio Pericoli          | Festival della Canzone Italiana di Sanremo 1963 | 9 de fevereiro de 1963  |
| Itália          | Um por todos                      | Italiano                 | Festival della Canzone Italiana di Sanremo 1963 | 9 de fevereiro de 1963  |
| Iugoslávia      | "Brodovi"                         | Vice Vukov               | Pjesma Eurovizije 1963                          | -                       |
| Iugoslávia      | Navios                            | Servo-Croata             | Pjesma Eurovizije 1963                          | -                       |
| Luxemburgo      | "À force de prier"                | Nana Mouskouri           | Selecção interna                                | -                       |
| Luxemburgo      | Por força da oração               | Francês                  | Selecção interna                                | -                       |
| Mónaco          | "L'amour s'en va"                 | Françoise Hardy          | Selecção interna                                | -                       |
| Mónaco          | O amor vai-se embora              | Francês                  | Selecção interna                                | -                       |
| Noruega         | "Solhverv"                        | Anita Thallaug           | Melodi Grand Prix 1963                          | 10 de fevereiro de 1963 |
| Noruega         | Solstício                         | Norueguês                | Melodi Grand Prix 1963                          | 10 de fevereiro de 1963 |
| Países Baixos   | "Een speeldoos"                   | Annie Palmen             | Nationaal Songfestival 1963                     | 23 de janeiro de 1963   |
| Países Baixos   | Uma caixa de música               | Holandês                 | Nationaal Songfestival 1963                     | 23 de janeiro de 1963   |
| Reino Unido     | "Say Wonderful Things"            | Ronnie Carroll           | A song for Europe 1963                          | 24 de fevereiro de 1963 |
| Reino Unido     | Diz coisas maravilhosas           | Inglês                   | A song for Europe 1963                          | 24 de fevereiro de 1963 |
| Suécia          | "En gång i Stockholm"             | Monica Zetterlund        | Eurovisionsschlagern svensk final 1963          | 16 de fevereiro de 1963 |
| Suécia          | Uma vez em Estocolmo              | Sueco                    | Eurovisionsschlagern svensk final 1963          | 16 de fevereiro de 1963 |
| Suíça           | "T'en va pas"                     | Esther Ofarim            | Finale suisse 1963                              | 9 de fevereiro de 1963  |
| Suíça           | Não te vás embora                 | Francês                  | Finale suisse 1963                              | 9 de fevereiro de 1963  |

## Festival
| #   | País            | Idioma         | Artista                 | Canção                            | Lugar | Pontos |
| --- | --------------- | -------------- | ----------------------- | --------------------------------- | ----- | ------ |
| 1º  | Reino Unido     | Inglês         | Ronnie Carroll          | "Say Wonderful Things"            | 4º    | 28     |
| 2º  | Países Baixos   | Holandês       | Annie Palmen            | "Een speeldoos"                   | 13º   | 0      |
| 3º  | Alemanha        | Alemão         | Heidi Brühl             | "Marcel"                          | 9º    | 5      |
| 4º  | Áustria         | Alemão, Inglês | Carmela Corren          | "Vielleicht geschieht ein Wunder" | 7º    | 16     |
| 5º  | Noruega         | Norueguês      | Anita Thallaug          | "Solhverv"                        | 13º   | 0      |
| 6º  | Itália          | Italiano       | Emilio Pericoli         | "Uno per tutte"                   | 3º    | 37     |
| 7º  | Finlândia       | Finlandês      | Laila Halme             | "Muistojeni laulu"                | 13º   | 0      |
| 8º  | Dinamarca       | Dinamarquês    | Grethe & Jørgen Ingmann | "Dansevise"                       | 1º    | 42     |
| 9º  | Iugoslávia      | Servo-Croata   | Vice Vukov              | "Brodovi" (Бродови)               | 11º   | 3      |
| 10º | Suíça           | Francês        | Esther Ofarim           | "T'en va pas"                     | 2º    | 40     |
| 11º | França          | Francês        | Alain Barrière          | "Elle était si jolie"             | 5º    | 25     |
| 12º | Estado espanhol | Castelhano     | José Guardiola          | "Algo prodigioso"                 | 12º   | 2      |
| 13º | Suécia          | Sueco          | Monica Zetterlund       | "En gång i Stockholm"             | 13º   | 0      |
| 14º | Bélgica         | Holandês       | Jacques Raymond         | "Waarom?"                         | 10º   | 4      |
| 15º | Mónaco          | Francês        | Françoise Hardy         | "L'amour s'en va"                 | 5º    | 25     |
| 16º | Luxemburgo      | Francês        | Nana Mouskouri          | "À force de prier"                | 8º    | 13     |

### Resultados
Pela primeira vez, a ordem de votação, respeitou a ordem de atuação. A Noruega, apesar de ter sido a quinta a votar, aparece a tabela em último, por ter sido novamente chamada a votar. Sendo assim, a ordem de votação no Festival Eurovisão da Canção 1963, foi a seguinte:

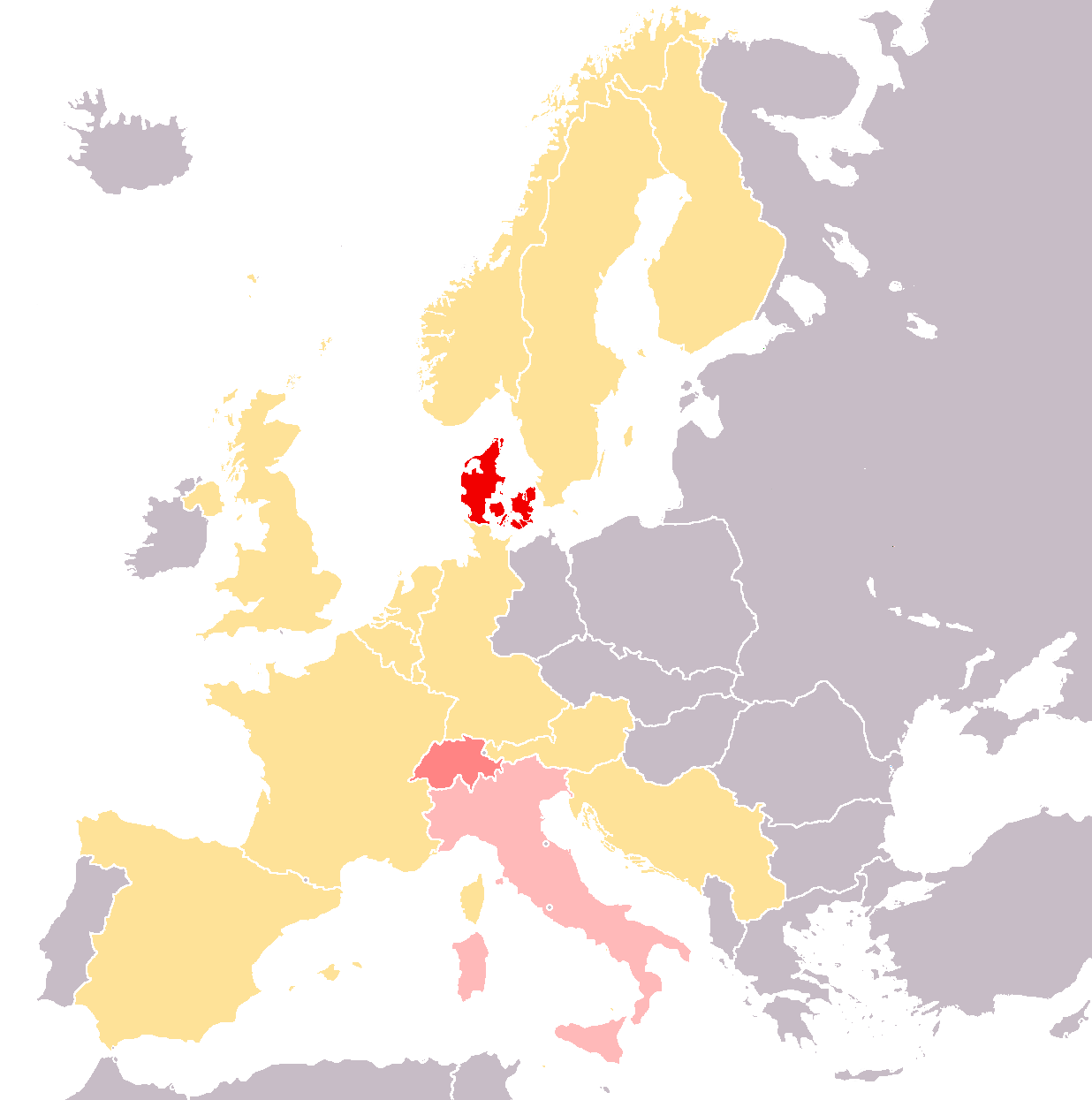
Vencedor
2º classificado
3º classificado

| Países Votantes | Países Pontuados | Países Pontuados | Países Pontuados | Países Pontuados | Países Pontuados | Países Pontuados | Países Pontuados | Países Pontuados | Países Pontuados                              | Países Pontuados | Países Pontuados | Países Pontuados | Países Pontuados | Países Pontuados | Países Pontuados | Países Pontuados |
| --------------- | ---------------- | ---------------- | ---------------- | ---------------- | ---------------- | ---------------- | ---------------- | ---------------- | --------------------------------------------- | ---------------- | ---------------- | ---------------- | ---------------- | ---------------- | ---------------- | ---------------- |
| Países Votantes | Reino Unido      | Países Baixos    | Alemanha         | Áustria          | Noruega          | Itália           | Finlândia        | Dinamarca        | República Socialista Federativa da Iugoslávia | Suíça            | França           | Espanha          | Suécia           | Bélgica          | Mónaco           | Luxemburgo       |
| Reino Unido     |                  |                  |                  | 4                |                  | 2                |                  | 3                |                                               | 5                |                  |                  |                  |                  | 1                |                  |
| Países Baixos   | 3                |                  |                  |                  |                  | 1                |                  | 5                |                                               |                  | 4                |                  |                  |                  | 2                |                  |
| Alemanha        |                  |                  |                  |                  |                  |                  |                  | 2                |                                               | 4                | 1                |                  |                  |                  | 5                | 3                |
| Áustria         |                  |                  |                  |                  |                  |                  |                  | 3                |                                               | 5                | 2                |                  |                  | 4                | 1                |                  |
| Itália          |                  |                  |                  |                  |                  |                  |                  | 2                |                                               | 5                | 4                |                  |                  |                  | 3                | 1                |
| Finlândia       | 3                |                  |                  | 4                |                  | 2                |                  | 5                |                                               |                  |                  |                  |                  |                  |                  | 1                |
| Dinamarca       | 3                |                  |                  | 1                |                  | 5                |                  |                  |                                               | 4                |                  |                  |                  |                  |                  | 2                |
| Iugoslávia      | 3                |                  |                  |                  |                  | 4                |                  |                  |                                               |                  | 5                | 2                |                  |                  | 1                |                  |
| Suíça           |                  |                  |                  |                  |                  | 5                |                  | 3                |                                               |                  | 4                |                  |                  |                  | 1                | 2                |
| França          | 3                |                  |                  | 2                |                  |                  |                  |                  | 1                                             |                  |                  |                  |                  |                  | 5                | 4                |
| Estado espanhol | 5                |                  |                  |                  |                  | 3                |                  |                  | 2                                             | 4                | 1                |                  |                  |                  |                  |                  |
| Suécia          | 2                |                  |                  | 3                |                  |                  |                  | 5                |                                               | 1                |                  |                  |                  |                  | 4                |                  |
| Bélgica         |                  |                  |                  | 2                |                  | 3                |                  | 5                |                                               | 4                | 1                |                  |                  |                  |                  |                  |
| Mónaco          | 1                |                  | 3                |                  |                  | 5                |                  |                  |                                               | 4                | 2                |                  |                  |                  |                  |                  |
| Luxemburgo      |                  |                  |                  |                  |                  | 4                |                  | 5                |                                               | 3                | 1                |                  |                  |                  | 2                |                  |
| Noruega         | 5                |                  | 2                |                  |                  | 3                |                  | 4                |                                               | 1                |                  |                  |                  |                  |                  |                  |
| Lugar           | 28               | 0                | 5                | 16               | 0                | 37               | 0                | 42               | 3                                             | 40               | 25               | 2                | 0                | 4                | 25               | 13               |
| Total           | 4º               | 13º              | 9º               | 7º               | 13º              | 3º               | 13º              | 1º               | 11º                                           | 2º               | 5º               | 12º              | 13º              | 10º              | 5º               | 8º               |
| Países Votantes | Reino Unido      | Países Baixos    | Alemanha         | Áustria          | Noruega          | Itália           | Finlândia        | Dinamarca        | República Socialista Federativa da Iugoslávia | Suíça            | França           | Espanha          | Suécia           | Bélgica          | Mónaco           | Luxemburgo       |
| Países Votantes | Países Pontuados |                  |                  |                  |                  |                  |                  |                  |                                               |                  |                  |                  |                  |                  |                  |                  |

| Países Votantes | Países Pontuados | Países Pontuados | Países Pontuados | Países Pontuados | Países Pontuados | Países Pontuados | Países Pontuados | Países Pontuados | Países Pontuados                              | Países Pontuados | Países Pontuados | Países Pontuados | Países Pontuados | Países Pontuados | Países Pontuados | Países Pontuados |
| --------------- | ---------------- | ---------------- | ---------------- | ---------------- | ---------------- | ---------------- | ---------------- | ---------------- | --------------------------------------------- | ---------------- | ---------------- | ---------------- | ---------------- | ---------------- | ---------------- | ---------------- |
| Países Votantes | Reino Unido      | Países Baixos    | Alemanha         | Áustria          | Noruega          | Itália           | Finlândia        | Dinamarca        | República Socialista Federativa da Iugoslávia | Suíça            | França           | Espanha          | Suécia           | Bélgica          | Mónaco           | Luxemburgo       |
| Reino Unido     | 0                | 0                | 0                | 4                | 0                | 2                | 0                | 3                | 0                                             | 5                | 0                | 0                | 0                | 0                | 1                | 3                |
| Países Baixos   | 3                | 0                | 0                | 4                | 0                | 3                | 0                | 8                | 0                                             | 5                | 4                | 0                | 0                | 0                | 3                | 3                |
| Alemanha        | 3                | 0                | 0                | 4                | 0                | 3                | 0                | 10               | 0                                             | 9                | 5                | 0                | 0                | 0                | 8                | 3                |
| Áustria         | 3                | 0                | 0                | 4                | 0                | 3                | 0                | 13               | 0                                             | 14               | 7                | 0                | 0                | 4                | 9                | 3                |
| Itália          | 3                | 0                | 0                | 4                | 0                | 3                | 0                | 15               | 0                                             | 19               | 11               | 0                | 0                | 4                | 12               | 4                |
| Finlândia       | 6                | 0                | 0                | 8                | 0                | 5                | 0                | 20               | 0                                             | 19               | 11               | 0                | 0                | 4                | 12               | 5                |
| Dinamarca       | 9                | 0                | 0                | 9                | 0                | 10               | 0                | 20               | 0                                             | 23               | 11               | 0                | 0                | 4                | 12               | 7                |
| Iugoslávia      | 12               | 0                | 0                | 9                | 0                | 14               | 0                | 20               | 0                                             | 23               | 16               | 2                | 0                | 4                | 13               | 7                |
| Suíça           | 12               | 0                | 0                | 9                | 0                | 19               | 0                | 23               | 0                                             | 23               | 20               | 2                | 0                | 4                | 14               | 9                |
| França          | 15               | 0                | 0                | 11               | 0                | 19               | 0                | 23               | 1                                             | 23               | 20               | 2                | 0                | 4                | 19               | 13               |
| Estado espanhol | 20               | 0                | 0                | 11               | 0                | 22               | 0                | 23               | 3                                             | 27               | 21               | 2                | 0                | 4                | 19               | 13               |
| Suécia          | 22               | 0                | 0                | 14               | 0                | 22               | 0                | 28               | 3                                             | 28               | 21               | 2                | 0                | 4                | 23               | 13               |
| Bélgica         | 22               | 0                | 0                | 16               | 0                | 25               | 0                | 33               | 3                                             | 32               | 22               | 2                | 0                | 4                | 23               | 13               |
| Mónaco          | 23               | 0                | 3                | 16               | 0                | 30               | 0                | 33               | 3                                             | 36               | 24               | 2                | 0                | 4                | 23               | 13               |
| Luxemburgo      | 23               | 0                | 3                | 16               | 0                | 34               | 0                | 38               | 3                                             | 39               | 25               | 2                | 0                | 4                | 25               | 13               |
| Noruega         | 28               | 0                | 5                | 16               | 0                | 37               | 0                | 42               | 3                                             | 40               | 25               | 2                | 0                | 4                | 25               | 13               |
| Total           | 4º               | 13º              | 9º               | 7º               | 13º              | 3º               | 13º              | 1º               | 11º                                           | 2º               | 5º               | 12º              | 13º              | 10º              | 5º               | 8º               |
| Países Votantes | Reino Unido      | Países Baixos    | Alemanha         | Áustria          | Noruega          | Itália           | Finlândia        | Dinamarca        | República Socialista Federativa da Iugoslávia | Suíça            | França           | Espanha          | Suécia           | Bélgica          | Mónaco           | Luxemburgo       |
| Países Votantes | Países Pontuados |                  |                  |                  |                  |                  |                  |                  |                                               |                  |                  |                  |                  |                  |                  |                  |

#### 5 pontos
Os países que receberam 5 pontos foram os seguintes:
| # | Países Pontuados | Países Votantes                                       |
| - | ---------------- | ----------------------------------------------------- |
| 5 | Dinamarca        | Bélgica, Finlândia, Luxemburgo, Países Baixos, Suécia |
| 3 | Itália           | Dinamarca, Mónaco, Suíça                              |
| 3 | Suíça            | Áustria, Itália, Reino Unido                          |
| 2 | Mónaco           | França, Alemanha                                      |
| 2 | Reino Unido      | Espanha, Noruega                                      |
| 1 | França           | Jugoslávia                                            |

### Maestros
| País              | Maestro             |
| ----------------- | ------------------- |
| Reino Unido       | Eric Robinson       |
| Países Baixos     | Eric Robinson       |
| Alemanha          | Willy Berking       |
| Áustria           | Erwin Halletz       |
| Noruega           | Øivind Bergh        |
| Itália            | Gigi Cicchellero    |
| Finlândia         | George de Godzinsky |
| Dinamarca         | Kai Mortensen       |
| Iugoslávia        | Miljenko Prohaska   |
| Suíça             | Eric Robinson       |
| França            | Franck Pourcel      |
| Estado espanhol   | Rafael Ibarbia      |
| Suécia            | William Lind        |
| Bélgica           | Francis Bay         |
| Mónaco            | Raymond Lefèvre     |
| Luxemburgo        | Eric Robinson       |
| Maestro anfitrião | Eric Robinson       |

## Artistas Repetentes
Em 1963, os repetentes foram:
| País (1963) | Foto | Artista        | Ano Anterior | País Representado | Canção             | Tradução             | Pontuação | Classificação |
| ----------- | ---- | -------------- | ------------ | ----------------- | ------------------ | -------------------- | --------- | ------------- |
| Reino Unido |      | Ronnie Carroll | ESC 1962     | Reino Unido       | "Ring-A-Ding Girl" | Ring-a-ding rapariga | 10        | 4º            |

## Transmissão
Os canais de televisão responsáveis pela difussão do concurso quer via televisão, quer via rádio foram as seguintes cadeias televisivas:
| - NDR - ORF - VRT - DR | - TVE - YLE - RTBF - NTS | - RAI - JRT - RTL - TMC | - NRK - RTP - BBC - SR - SRG SSR |